# Huish Champflower
Huish Champflower è un villaggio e parrocchia civile del Somerset di 240 abitanti.

## Storia
Il nome deriva dall'hiwisc, termine sassone che significa fattoria, ed è stato registrato nel Domesday Book come Hiwis, ed il suffisso proviene dall'appartenenza del villaggio, che era della famiglia Champflower.